# Триакисоктаэдр
Триакисокта́эдр (от др.-греч. τριάχις — «трижды», οκτώ — «восемь» и ἕδρα — «грань»), также называемый тригон-триоктаэдром, — полуправильный многогранник (каталаново тело), двойственный усечённому кубу. Составлен из 24 одинаковых тупоугольных равнобедренных треугольников, в которых один из углов равен {\textstyle \arccos \,{\frac {1-2{\sqrt {2}}}{4}}\approx 117{,}20^{\circ },} а два других {\textstyle \arccos \,{\frac {2+{\sqrt {2}}}{4}}\approx 31{,}40^{\circ }.}
Имеет 14 вершин; в 6 вершинах (расположенных так же, как вершины октаэдра) сходятся своими острыми углами по 8 граней, в 8 вершинах (расположенных так же, как вершины куба) сходятся тупыми углами по 3 грани.
У триаксоктаэдра 36 рёбер — 12 «длинных» (расположенных так же, как рёбра октаэдра) и 24 «коротких» (вместе образующих фигуру, изоморфную — но не идентичную — остову ромбододекаэдра). Двугранный угол при любом ребре одинаков и равен {\textstyle \arccos \left(-{\frac {3+8{\sqrt {2}}}{17}}\right)\approx 147{,}35^{\circ }.}
Триакисоктаэдр можно получить из октаэдра, приложив к каждой его грани правильную треугольную пирамиду с основанием, равным грани октаэдра, и высотой, которая в {\textstyle 3{\sqrt {3}}+2{\sqrt {6}}\approx 10{,}10} раз меньше стороны основания. При этом полученный многогранник будет иметь по 3 грани вместо каждой из 8 граней исходного — с чем и связано его название.
Триакисоктаэдр — одно из шести каталановых тел, в которых нет гамильтонова цикла; гамильтонова пути для всех шести также нет.

## Метрические характеристики
Если «короткие» рёбра триакисоктаэдра имеют длину {\displaystyle a}, то его «длинные» рёбра имеют длину {\textstyle {\frac {1}{2}}\left(2+{\sqrt {2}}\right)a\approx 1{,}71a,} а площадь поверхности и объём выражаются как
{\displaystyle S=3{\sqrt {7+4{\sqrt {2}}}}\;a^{2}\approx 10{,}6729419a^{2},}
{\displaystyle V={\frac {1}{2}}\left(3+2{\sqrt {2}}\right)a^{3}\approx 2{,}9142136a^{3}.}
Радиус вписанной сферы (касающейся всех граней многогранника в их инцентрах) при этом будет равен
{\displaystyle r={\frac {1}{2}}{\sqrt {\frac {23+16{\sqrt {2}}}{17}}}\;a\approx 0{,}8191407a,}
радиус полувписанной сферы (касающейся всех рёбер) —
{\displaystyle \rho ={\frac {1}{4}}\left(2+{\sqrt {2}}\right)a\approx 0{,}8535534a.}
Описать около триакисоктаэдра сферу — так, чтобы она проходила через все вершины, — невозможно.

## Примечательные свойства
Триакисоктаэдр изоморфен звёздчатому октаэдру; это означает, что между гранями, рёбрами и вершинами двух данных многогранников можно установить взаимно однозначное соответствие так, что соответствующие рёбра будут соединять соответствующие вершины и так далее. Другими словами, если бы «шарнирно соединённые» друг с другом грани и рёбра многогранника можно было сжимать и растягивать (но не гнуть), триакисоксаэдр удалось бы превратить в звёздчатый октаэдр — и наоборот.